# Craig Fairbaugh
Craig Fairbaugh (* 11. März 1978) ist ein amerikanischer Musiker und der Rhythmusgitarrist und Back-up-Sänger der Punkrockband +44. Weitere Musiker der Band sind Mark Hoppus und Travis Barker, Mitglieder des erfolgreichen Punk-Pop-Trios blink-182, und Shane Gallagher von der Band The Nervous Return.

## Früheres Leben
Fairbaugh wuchs in der Bay Area von San Francisco auf und begann im Alter von 15 Jahren Gitarre zu spielen. Später gründete und leitete er seine eigene, drei Mann starke Band Vintage 46, die jedoch lediglich auf ein paar Hauspartys spielte. Craig gab eines der aufgenommenen Demo-Tapes Tim Armstrong von der Punk-Band Rancid, der ihm versprach, das Album auf einem neuen Label, das er gerade gegründet hatte, zu veröffentlichen, was jedoch nie geschah. Später zog er nach Los Angeles, um seine musikalischen Interessen besser verwirklichen zu können.

## Karriere
Im Moment spielt er für die Punkrockband The Mercy Killers. Ebenso wurde er ein offizielles Bandmitglied von +44, nachdem die vorherige Gitarristin Carol Heller die Band während der Aufnahmen zu ihrem ersten Album verlassen hatte, um eine Familie zu gründen. Das Album wurde am 14. November 2006 veröffentlicht. Weitere Bands, in denen Fairbaugh spielte, waren Lars Frederiksen and the Bastards, The Transplants und The Forgotten.
| Personendaten    | Personendaten                                 |
| ---------------- | --------------------------------------------- |
| NAME             | Fairbaugh, Craig                              |
| KURZBESCHREIBUNG | amerikanischer Punk-Rock-Gitarrist und Sänger |
| GEBURTSDATUM     | 11. März 1978                                 |